# De Schelp (eiland)
De Schelp is een klein, in 1981 aangelegd 'atol' in het Gooimeer, tegenover jachthaven Naarden en het Naarderbos. 
Twee boogvormige mini-eilandjes van ongelijke grootte omsluiten als delen van een schelp een beschutte baai met 31 aanlegplaatsen voor plezierboten. De eilandjes zijn aangelegd voor dagrecreatie van watersporters, er is wat bos en er zijn zwemstrandjes. De natuurwaarde is vrijwel nihil. De twee stroken land hebben een oppervlakte van ruim drie hectare, ze zijn onbewoond en hebben geen voorzieningen. Ze zijn in beheer bij Staatsbosbeheer.

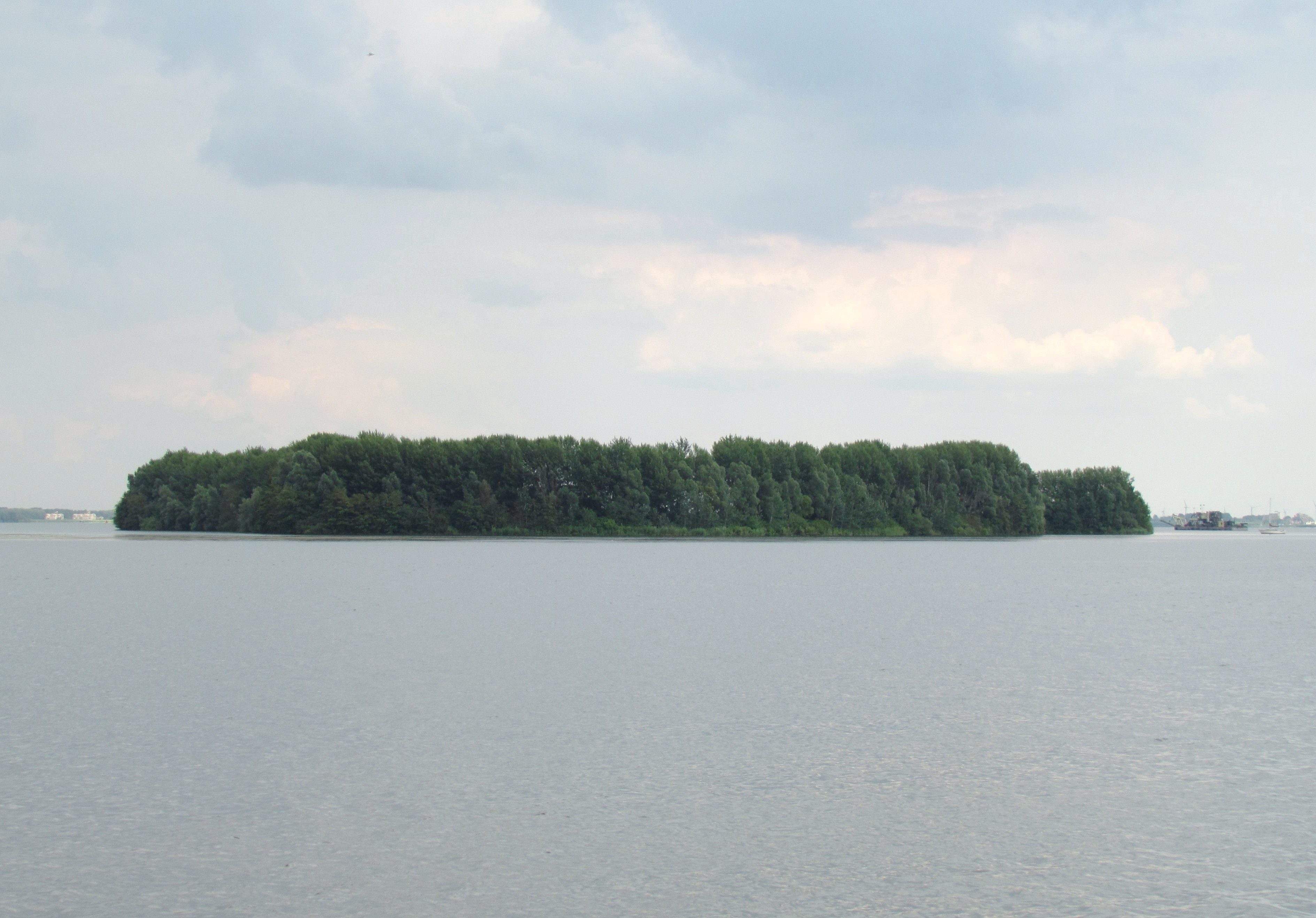
De Schelp in 2014. Rechts is een stukje van de baai te zien